# Elecciones generales de Mozambique de 2019

Las elecciones generales se celebraron en Mozambique el 15 de octubre de 2019. Se eligió al Presidente de la República y los 250 escaños de la Asamblea de la República. Simultáneamente, se renovaron los 820 escaños de las once asambleas provinciales y, tras la aprobación de una reforma impulsada por el gobierno, por primera vez los gobernadores fueron elegidos por voto popular. Filipe Nyusi, del Frente de Liberación de Mozambique, fue reelegido con el 73% de los votos.

## Sistema electoral
El Presidente de Mozambique es elegido por mayoría absoluta de votos para un mandato de cinco años,si ningún candidato obtiene el 50% más uno de los votos se realiza una segunda vuelta electoral. Los 250 miembros de la Asamblea de la República son elegidos en las 11 provincias del país a manera de circunscripciones plurinominales y en dos circunscripciones uninominales que representan a los mozambiqueños residentes en África y Europa. La repartición de escaños se hace por representación proporcional mediante el Método D'Hondt, con un barrera electoral del 5% de los votos.

## Candidaturas
El 16 de enero de 2019, el principal partido de la oposición, la Resistencia Nacional Mozambiqueña (RENAMO), realizó un congreso en el cual se eligió a Ossufo Momade como nuevo líder del partido y candidato presidencial en las elecciones venideras. Momade ya ocupaba interinamente la presidencia desde el fallecimiento de Afonso Dhlakama en mayo de 2018 y era visto como un "líder unificador" que podría acercar al sector político y militar de la RENAMO.
El gobernante Frente de Liberación de Mozambique (FRELIMO) realizó también un congreso el 6 de mayo de 2019, en el cual ratificó su decisión de apoyar la reelección del presidente Filipe Nyussi para un segundo y último mandato.
Días más tarde, el 9 de mayo, el Movimiento Democrático de Mozambique (MDM), tercer partido más grande del país, confirmó que su candidato presidencial sería nuevamente Daviz Simango, alcalde de Beira desde 2003, que ya había participado en las dos anteriores elecciones generales. Simango fue proclamado candidato presidencial luego de un congreso realizado entre el 7 y el 9 de mayo.
El 11 de junio de 2019, se confirmó una cuarta candidatura, de Hélder Mendonça, perteneciente al Partido Optimista para el Desarrollo de Mozambique (PODEMOS), una escisión del FRELIMO fundada menos de un mes atrás, el 14 de mayo. El 15 de julio de 2019, Alice Mabota, reconocida activista de derechos humanos que había desistido de presentarse en la elección anterior, anunció que finalmente sería candidata, la primera mujer en aspirar el cargo. Sin estar afiliada a ningún partido, Mabota era apoyada por la Coalición Alianza Democrática (CAD), una alianza de cinco partidos extraparlamentarios. Mário Albino, del partido Acción del Movimiento Unido para la Salvación Integral (AMUSI), partido con sede en la provincia de Nampula, confirmó su candidatura en los últimos días antes del cierre del período permitido para presentar listas. El 1 de agosto de 2019, el Consejo Constitucional desestimó las candidaturas de Mendoça y Mabota, pero ratificó las de Nyussi, Momade, Simango y Albino.

## Resultados de elecciones legislativas

### Asamblea de la República
| Partido                            | Partido                                                             | Votos      | %     | Escaños | +/– |
| ---------------------------------- | ------------------------------------------------------------------- | ---------- | ----- | ------- | --- |
|                                    | FRELIMO                                                             | 4,323,298  | 71.28 | 184     | 40  |
|                                    | RENAMO                                                              | 1,351,659  | 22.28 | 60      | 29  |
|                                    | MDM                                                                 | 254,290    | 4.19  | 6       | 11  |
|                                    | AMUSI                                                               | 27,277     | 0.45  | 0       |     |
|                                    | Nueva Democracia                                                    | 25,046     | 0.41  | 0       |     |
|                                    | Unidad para el Cambio                                               | 8,347      | 0.14  | 0       |     |
|                                    | PODEMOS                                                             | 6,768      | 0.11  | 0       |     |
|                                    | Partido de Reconciliación Nacional                                  | 6,469      | 0.11  | 0       |     |
|                                    | Movimiento Patriótico para la Democracia                            | 5,883      | 0.10  | 0       |     |
|                                    | Partido Unido para la Reconciliación                                | 5,399      | 0.09  | 0       |     |
|                                    | Partido Verde de Mozambique                                         | 5,361      | 0.09  | 0       |     |
|                                    | Partido de los Trabajadores                                         | 5,173      | 0.09  | 0       |     |
|                                    | Partido Nacional del Pueblo Mozambiqueño/CRD                        | 4,143      | 0.07  | 0       |     |
|                                    | Movimiento Juvenil para la Restauración de la Democracia            | 4,054      | 0.07  | 0       |     |
|                                    | Movimiento Nacional para la Recuperación de la Unidad de Mozambique | 3,820      | 0.06  | 0       |     |
|                                    | Unión Electoral                                                     | 3,769      | 0.06  | 0       |     |
|                                    | Partido del Progreso del Pueblo de Mozambique                       | 3,431      | 0.06  | 0       |     |
|                                    | Partido de Renovación Social                                        | 3,365      | 0.06  | 0       |     |
|                                    | Partido Ecológico de Mozambique                                     | 3,313      | 0.05  | 0       |     |
|                                    | Partido de la Libertad y el Desarrollo                              | 2,868      | 0.05  | 0       |     |
|                                    | Unidad Democrática                                                  | 2,720      | 0.04  | 0       |     |
|                                    | Partido Ecológico-Movimiento de Tierras                             | 2,579      | 0.04  | 0       |     |
|                                    | Partido de Justicia Democrática de Mozambique                       | 2,036      | 0.03  | 0       |     |
|                                    | Partido de Ampliación Social de Mozambique                          | 2,006      | 0.03  | 0       |     |
|                                    | Partido Nacional de Trabajadores y Campesinos                       | 1,783      | 0.03  | 0       |     |
|                                    | Unión Democrática de Mozambique                                     | 664        | 0.01  | 0       |     |
| Votos inválidos y en blanco        | Votos inválidos y en blanco                                         | 700,895    | –     | –       | –   |
| Total                              | Total                                                               | 6,766,416  | 100   | 250     |     |
| Votantes registrados/Participación | Votantes registrados/Participación                                  | 13,162,321 | 51.41 | –       | –   |
| Fuente: STAE                       |                                                                     |            |       |         |     |

## Resultados de elecciones provinciales
| Provincia    | Escaños provinciales | Escaños provinciales | Escaños provinciales |
| Provincia    | FRELIMO              | RENAMO               | MDM                  |
| ------------ | -------------------- | -------------------- | -------------------- |
| Cabo Delgado | 66                   | 16                   | 0                    |
| Gaza         | 81                   | 1                    | 0                    |
| Inhambane    | 54                   | 6                    | 0                    |
| Manica       | 63                   | 17                   | 0                    |
| Maputo       | 61                   | 18                   | 2                    |
| Nampula      | 63                   | 31                   | 0                    |
| Niassa       | 46                   | 14                   | 0                    |
| Sofala       | 60                   | 13                   | 8                    |
| Tete         | 65                   | 17                   | 0                    |
| Zambezia     | 69                   | 23                   | 0                    |
| Total        | 628                  | 156                  | 10                   |
| Fuente: STAE |                      |                      |                      |